# Claude Pauwels
Claude Pauwels (Desselgem, 8 april 1980) is een Belgische wielrenner.

## Overwinningen
2001
- 2e etappe OZ Wielerweekend
- 3e etappe Ronde van Zuid-Oost-Vlaanderen

2004
- 3e etappe Tweedaagse van de Gaverstreek

Blanco · Burgos · César Veloso · De Vocht · Dockx · Domínguez · Dueñas · Elías · Florencio · Guerra · Jufré · Laguna · López · Martínez · Mattan · Mayoz · Pasamontes · Pérez · Rebollo · Roesems · Rosseler · Scheuneman · Van Hecke · Vanlandschoot · Vansummeren · Moreno (stagiair) · Pauwels (stagiair) · Stubbe (stagiair)
Abakoumov · Blackgrove · Blanchy · Derepas · Duque · Gadret · Kaminskas · Kaupas · Kostjoek · Meul · Pauwels · S.Penne · Ronsse · Rudenko · Svensson · Thys · Vilcinskas · Wijnands